# 四環系抗うつ薬

四環系抗うつ薬のひとつミルタザピンの化学構造。4つの環状構造をもつ。

三環系抗うつ薬のひとつアモキサピンの化学構造

四環系抗うつ薬（よんかんけいこううつやく、英: tetracyclic antidepressant）は、抗うつ薬の種類の一つ。四環系とは、薬剤の分子構造中に連なった環状構造が4つあることに由来している（三環系抗うつ薬と比較のこと）。
三環系やSSRI、SNRIと比較すると即効性があり、飲み始めてから4日程度で効果が発現する。三環系と同様に、抗コリン作用による副作用（口渇、排尿困難など）を伴う場合があるが、三環系抗うつ薬に比べて軽いことが特徴とされる。

## 薬剤名
一般名（商品名）という形式で、具体的薬剤を列挙する。
- マプロチリン（ルジオミール）
- ミアンセリン（テトラミド）
- セチプチリン（テシプール）
- ミルタザピン（リフレックス、レメロン）（添付文書はNaSSAに分類しているが[1][2]、化学構造的には四環系である）